# Ein Duell (Maupassant)
Ein Duell (franz. Un duel) ist eine Novelle von Guy de Maupassant. Sie erschien erstmals am 14. August 1883 in Le Galois.

## Handlung
Der Kaufmann Dubuis hat während des Deutsch-Französischen Krieges in der Pariser Nationalgarde gedient. Er ist dankbar, den Krieg überstanden zu haben, ohne direkt an Kampfhandlungen beteiligt gewesen zu sein. Die ersten deutschen Soldaten hat er erst nach Friedensschluss gesehen. Herr Dubuis fährt mit dem Zug in die Schweiz, um seine Frau und seine Tochter abzuholen, die er bei Kriegsbeginn zu ihrer Sicherheit dorthin geschickt hat. In seinem Abteil sitzen zwei englische Touristen, die die Schlachtfelder besichtigen wollen. Ein preußischer Offizier steigt zu. Er prahlt mit seinen Heldentaten. Dann beginnt er, Dubuis zu beleidigen und zu demütigen. Der Kaufmann nutzt den nächsten Zwischenstopp, um den Waggon zu wechseln, aber der Offizier und die beiden sensationslüsternen Engländer folgen ihm. Die Situation eskaliert, der Deutsche fordert den Franzosen zum Duell. Während eines kurzen Aufenthalts in Straßburg wird das Duell auf den Festungswällen ausgetragen. Dubuis gibt einen Schuss ab und trifft zu seiner eigenen Überraschung den Kontrahenten tödlich. Gemeinsam mit den beiden Engländern, die seinen Sieg bejubeln, eilt er zum Bahnhof und erreicht gerade noch den bereits anfahrenden Zug.